# Ctenopelma fascipenne
Ctenopelma fascipenne là một loài tò vò trong họ Ichneumonidae.